# Sarah-Quita Offringa
Sarah-Quita Najive Offringa (Oranjestad, 4 juli 1991) is een professionele windsurfster uit Aruba met de Nederlandse nationaliteit. Ze nam al meermaals deel aan de PWA-tour en haalde negentien keren de eerste plaats in verschillende disciplines: slalom, wave en freestyle. Ze is voornamelijk gespecialiseerd in freestyle. In 2011 werd ze door de International Sailing Federation genomineerd voor de ISAF World Sailor of the Year Award. Haar zeilnummer is ARU91.

## Eerbetoon
In 2013 werd Offringa benoemd tot Ridder in de Orde van Oranje-Nassau; zij was met haar 21 jaar de jongste gedecoreerde van dat jaar.
De windsurf- en documentairefilm over Sarah-Quita Offringa "Cabei busha, the Curly Gem" ging op 2 oktober 2015 in première op de Windsurf World Cup Sylt in Kinowelt, Westerland. De film van Julian Robinet is de eerste windsurffilm over een vrouw.